# Poręby Huciskie
Poręby Huciskie – część wsi Leszcze w Polsce, położona w województwie podkarpackim, w powiecie kolbuszowskim, w gminie Niwiska.
Do 1 kwietnia 1933 Poręby Huciskie stanowiły odrębną gminę jednostkową; zniesioną i włączoną do gminy Hucisko. 31 maja 1947 wyodrębnione wraz z Leszczami z Huciska, tworząc odrębną gromadę (sołectwo) Leszcze w gminie Niwiska.
W latach 1975–1998 część wsi administracyjnie należała do województwa rzeszowskiego.